# 브이 포 벤데타의 등장인물 목록
다음은 《브이 포 벤데타》의 등장인물 목록이다.

## 주인공

### 브이
브이는 미스터리한 아나키스트이자 반체제 운동가로, 가이 포크스 가면과 어두운 복장이 심볼이다. 무어에 따르면, 무어는 브이를 주동 인물이면서 동시에 반동 인물로 설정해 브이가 자유를 위해 싸우는 영웅인지, 단지 미치광이 테러범인지 독자 스스로 결정할 여지를 남겨 두었다.

### 이비 해몬드
이비는 독재 정부의 비밀경찰들에게 강간을 당할 뻔 하지만, 브이에게 구출되고, 이후 브이와 그의 싸움에 복잡하게 말려들게 된다.

## 노스파이어

### 애덤 제임스 수전
실사 영화에서는 애덤 서틀러(Adam Sutler)로 이름이 바뀌었다.
애덤 수전은 영국의 독재 정권 노스파이어의 "리더"이자 영국을 통치하는 독재자이다. 수전은 무자비한 독재자이지만, 사회에 적응하지 못하고 방황하고, 작품 중반부에서부터는 컴퓨터 시스템 "운명"(Fate)을 사랑하게 된다.

### 피터 크리디
피터 크리디(Peter Creedy)는 비밀경찰 ‘손가락’(the Fingermen)의 우두머리이다. 실사 영화에서는 팀 피곳스미스가 연기했다.
원작 그래픽 노블에서는 데릭 아몬드가 브이에게 살해당한 뒤 손가락의 우두머리가 되었다. 비열한 기회주의자로, 수잔이 미쳐간다는 것을 알고는 알리스터 하퍼 등 깡패들을 모아 개인 부대를 만들어 유사시에 쿠데타를 일으킬 계획을 꾸민다. 하지만 하퍼가 헬렌 하이어에게 매수되어 크리디를 면도칼로 살해한다.
실사 영화에서는 싸이코패스로 성격이 바뀌었으며, 최후에 서틀러를 배신하고 브이에게 넘겨주지만, 자신도 브이에게 배신당해 브이에 의해 목이 졸려 죽는다.

### 콘래드 하이어
콘래드 하이어(Conrad Heyer)는 시각적 감시를 하는 ‘눈’(The Eye)의 우두머리다. 권력욕이 강한 아내 헬렌에게 눌려 산다.
하퍼와 헬렌의 불륜 관계를 알게 되자 하퍼를 스패너로 때려 죽이지만, 자신도 하퍼의 면도칼에 중상을 입는다. 헬렌에게 도움을 청했으나 버림받고, 과다출혈로 사망한다.
실사 영화에서는 서틀러에게 보고를 하는 장면만 나올 뿐, 별다른 묘사나 언급은 없다.

### 브라이언 에더리지
브라이언 에더리지(Brian Etheridge)는 청각적 감시를 하는 ‘귀’(The Ear)의 우두머리다. 실사 영화에서는 에디 마산이 연기했다.
소심한 말더듬이로, 수잔 사망 이후의 일에 대해 권력 암투를 벌이는 다른 당원들과 달리, 정치적인 데 관심이 없다. 귀의 본부인 조던 타워에서 일하던 중, 브이의 폭탄 테러에 휘말려 사망.
실사 영화에서는 서틀러에게 보고하는 장면만 나오고, 그 외의 묘사나 언급은 없다.

### 에릭 핀치
에릭 핀치(Eric Finch)는 ‘코’(경찰. ‘손가락’은 비밀 경찰이고, 코는 런던 경시청이다.)의 우두머리이다. 실사 영화에서는 스티븐 레아가 연기했다.
닥터 델리아 서리지와 연인 관계로, 브이의 테러를 막기 위해 고군분투한다. 라크힐로 가 옛 흔적을 더듬으면서 노스파이어 정권의 비리를 목격하며 각성한다. 종극에는 브이에게 총상을 입혀 죽음에 이르게 한 뒤, 런던을 떠나 어둠 속으로 사라진다.
실사 영화에서는 서리지와의 연인 관계 등의 내용이 언급되지 않는다. 또한 브이를 죽이지도 않으며(크리디가 죽임) 내심 브이에게 동조하고 있다.

### 데릭 아몬드
데릭 아몬드(Derek Almond)는 ‘손가락’(비밀 경찰)의 우두머리이다. 브이에게 살해당한다. 이후 크리디가 손가락의 우두머리가 된다.

## 그 외 인물

### 앨리스터 하퍼
앨리스터 하퍼(Alistair Harper)는 스코틀랜드 출신의 갱스터로, 살인·폭행 등 여러 강력범죄를 거친 전과범이다. 원작 그래픽 노블 제2권에서 고든 디트리히를 장검으로 찔러 죽이며, 제3권에서는 크리디와 유착하여 정치깡패로 등장한다. 크리디는 하퍼를 자기 개인 부대로 이용해 쿠데타를 일으키려 했으나, 하퍼는 헬렌 하이어에게 매수되어 크리디를 면도칼로 찔러 죽인다. 하지만 하퍼 역시 크리디를 죽인 그날 하퍼가 헬렌과 성적 관계를 갖던 것을 알게 된 콘래드 하이어에 의해 몽키스패너로 맞아 죽는다.
실사 영화에는 등장하지 않는다.